# Suc

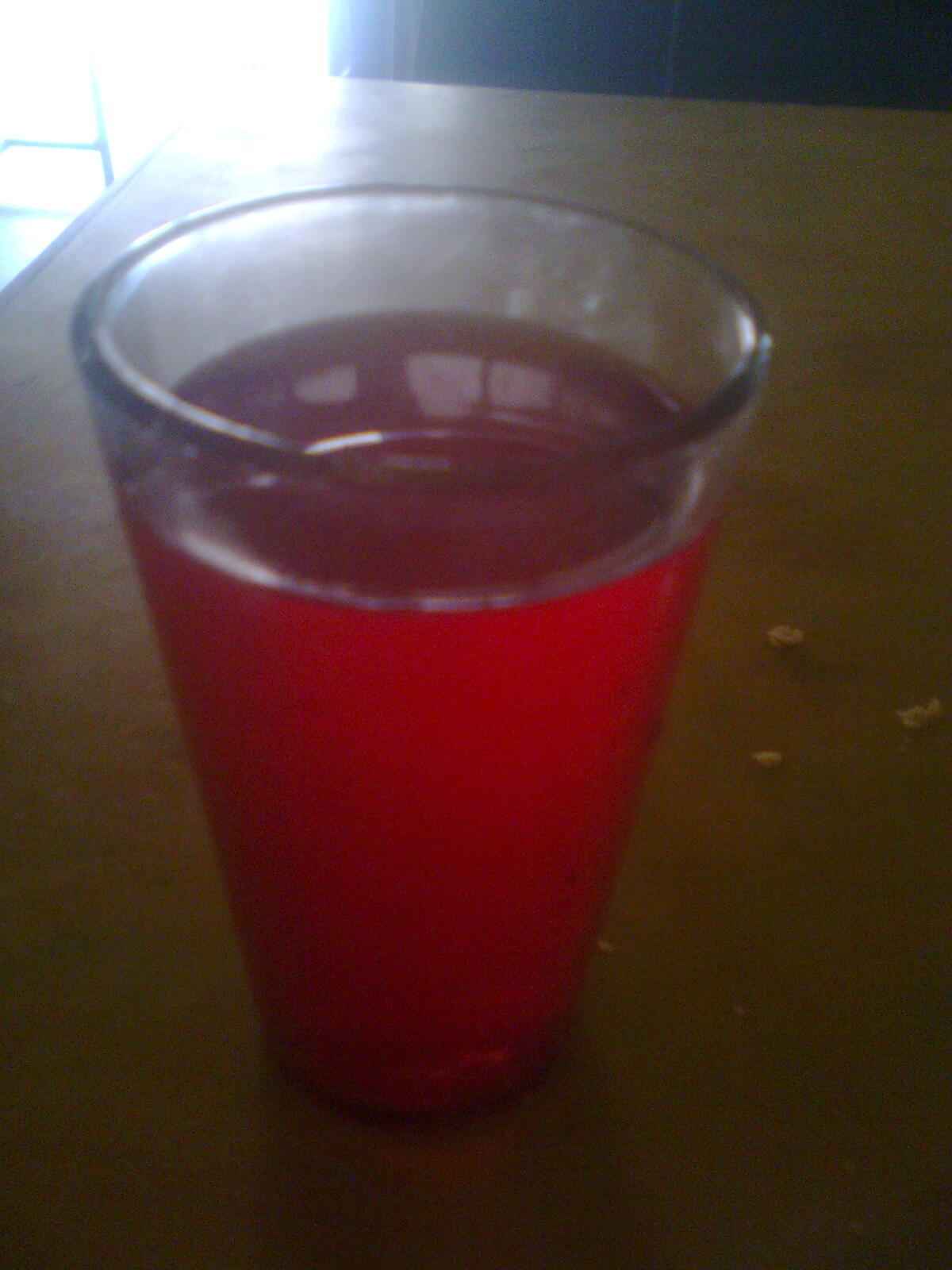
Un pahar de suc Kokam

Sucul este lichidul conținut în substanțele vegetale și care poate fi extras prin presare sau stoarcere. Termenul se poate de asemenea referi la băuturile răcoritoare special preparate din sucul unor fructe sau din substanțe sintetice. Sucul este de obicei consumat ca băutură sau utilizat ca ingredient pentru a spori aroma unor produse alimentare .Acesta s a creat in 1750,de niste muncitori care au descoperit si pomii fructiferi in gradina acestora

## Uniunea Europeană
Conform Anexei I din Directiva 2001/112/CE a Consiliului din 20 decembrie 2001 privind sucurile de fructe și anumite produse similare destinate consumului uman, sucul este „produsul fermentabil, dar nefermentat obținut din fructe sănătoase și coapte, proaspete sau conservate prin răcire, din una sau mai multe varietăți amestecate, prezentând culoarea, aroma și gustul specifice sucului din fructul utilizat. Aroma, pulpa și miezul din sucul care se extrage în timpul prelucrării pot fi adăugate la același suc.”

## Germania
În Republica Federală Germania, se face diferența între sucuri naturale de fructe (germană Fruchtsaft) și băuturi răcoritoare (germană Erfrischungsgetränk). De asemenea sunt diferențiate sucurile naturale de produsele cu o concentrație procentuală mai mică de 100% de fruct, precum nectarurile. 
În cadrul categoriei sucurilor naturale, se face diferența între sucuri directe (germană Direktsaft) și sucuri obținute din concentrat (germană Fruchtsaft aus Fruchtsaftkonzentrat). Sucurile obținute din concentrat sunt făcute din fructe transformate în țara de producție a fructelor (în general) în concentrat, care sunt transportate sub formă de praf din rațiuni economice, urmând a fi adăugate apă și alte ingrediente pentru refacerea sucului în țara de comercializare.